# Technical writer
Il technical writer (in italiano scrittore tecnico) è una figura professionale assimilabile al redattore tecnico che si occupa di pianificare, scrivere ed aggiornare documentazione tecnica come manuali, guide online, white papers, il cui target può spaziare dall'area tecnica a quella dei consumatori. 
Talvolta i technical writers collaborano con ingegneri, scienziati ed altri professionisti che redigono documentazioni tecniche e necessitano di correzioni ed organizzazione del proprio lavoro.

## Requisiti
Oltre a solide basi linguistiche ed un chiaro stile scrittorio, nonché la capacità di fare ricerche approfondite e ben referenziate, un technical writer dovrebbe poter disporre di nozioni di:
- information design
- architettura dell'informazione
- sviluppo di materiale per la formazione
- illustrazione
- tipografia

Il technical writer può essere un esperto in un particolare settore (ad esempio informatica, automotive, macchine utensili), ma in ogni caso deve essere in grado di interpellare gli esperti e fare le ricerche necessarie per produrre documentazioni accurate ed esaurienti. Oltre alla competenza in un particolare settore, il technical writer è apprezzato per le sue capacità nella scrittura tecnica, come quelle di raccogliere informazioni, analizzare sia l'argomento sia il pubblico a cui si rivolge e saper riportare le informazioni a quest'ultimo in modo chiaro, completo, privo di ambiguità e quanto più concisamente possibile.

## La progettazione di un manuale tecnico
Quando il technical writer progetta un manuale non ha in mente solo il prodotto da illustrare, ma anche l'utente finale che leggerà quel documento.
Ogni testo è condizionato dallo stile e dalle intenzioni dell'autore, nonché dal modello di "utente target" a cui ci si rivolge: infatti pur riferendosi allo stesso software, un manuale destinato all'operatore principiante sarà ben diverso da un manuale destinato all'amministratore di una rete aziendale. Pertanto costruire un manuale incentrato sul lettore finale significa tenere come riferimento le esigenze del fruitore nei confronti dello strumento descritto nel manuale.
Secondo un preciso piano d'uso basato su aspettative, competenze e obiettivi, il technical writer deve decidere cosa deve spiegare e cosa può trascurare, da dove iniziare, come articolare il testo e come calibrare il peso relativo degli argomenti, quali sono le priorità concettuali, dove/cosa generalizzare, quali esempi proporre, in che modo bilanciare testo e grafica, quali difficoltà possono essere utilmente proposte e quali invece devono essere appianate, quali prerequisiti assumere, ecc.
Al di là del contesto in cui si trova ad operare e di altri eventuali condizionamenti, chi scrive presuppone un certo target di utenza: più questa proiezione è ben strutturata, meglio l'autore potrà calarsi nei panni del fruitore e valutarne caratteristiche, difficoltà e aspettative per poi plasmare su di esse la struttura del manuale.